# Друскіс Франц Семенович
Франц Семенович Друскіс (нар. 22 березня 1898, Вількомирський повіт Ковенської губернії, тепер Литва — 26 листопада 1943) — начальник Південно-західної, Забайкальської, Далекосхідної залізниць. Член ЦК КП(б)У в січні 1934 — січні 1937 р. Включений СБУ в список організаторів Голодомору.

## Біографія
Народився у родині литовського селянина Вілкомирського повіту Ковенської губернії (Литва). Батько працював батраком у поміщика, а з 1912 сторожем на залізниці. З 1912 працював батраком і чорноробом на шосейних ремонтних роботах. Отримав середню освіту, в 1914 закінчив 4-х річне міське училище. Восени 1914, рятуючись від фронту Першої світової війни, що наближалась, поїхав углиб Росії, працював на залізниці. У 1917 призваний в царську армію.
Член РКП(б) з липня 1918. Учасник Громадянської війни. З червня 1918 по серпень 1933 в транспортних органах ВЧК-ОГПУ, обіймав посади начальника Дорожньо-транспортного відділу (ДТО) на Сизрансько-Вяземській, Ташкентській, Рязано-Уральській, Московсько-Білорусько-Балтійській, Південно-Західній залізницях.
У 1932 році —  начальник Транспортного відділу (ТО) ГПУ УРСР.
З серпня 1933 —  начальник Південно-західної залізниці, з 21 листопада 1934 до 11 квітня 1937 —  начальник Забайкальської залізниці в Читі. Мешкав в Хабаровську, де і був заарештований 22 вересня 1937 дорожньо-транспортним відділом (ДТО) НКВД ДВЖД як «ворог народу». Звинувачувався по статтях 58-1а, 58-8, 58-11 УК РРФСР. 29 грудня 1939 справа припинена за недоведеністю звинувачення. Повністю реабілітований.
Із Забайкальської залізниці відряджений на Далекосхідну залізницю. З 5 серпня 1940 начальник будівництва залізниці Казань — Бугульма, 6 травня 1942, призначений начальником будівництво № 62. Помер в листопаді 1943.